# Ernest Pasteur jr.
Ernest Pasteur jr. – amerykański zapaśnik walczący w stylu klasycznym, a także zawodnik futbolu amerykańskiego. Złoty medalista mistrzostw panamerykańskich w 1993 roku. Zawodnik J. W. Sexton High School z Lansing i West Point. Zdobył tytuł EIWA i dwa razy New York Collegiate Championships.